# 東方駅 (慶尚北道)
東方駅（トンバンえき）は、大韓民国慶尚北道慶州市東方洞にかつて存在した韓国鉄道公社東海線（旧東海南部線）の駅である。

## 歴史
- 1919年1月14日 - 道只駅として開業（無配置簡易駅）[1]。
- 1927年7月15日 - 東方駅に改称[2]。
- 1937年5月1日 -  配置無人駅に昇格
- 1951年4月11日 - 通常駅に昇格
- 1961年8月1日 - 配置無人駅に格下げ
- 1972年7月2日 - 乙種乗車券取扱所に指定
- 1972年7月20日 - 配置無人駅から無配置無人駅に変更[3]
- 1977年2月28日 - 信号場に指定
- 2016年12月30日 - 東海南部線が東海線に編入。[4]
- 2021年12月28日 - 東海線複線電鉄化に伴う新設切り替えにより廃止。